# Stenolophus tessellatus
Stenolophus tessellatus es una especie de escarabajo de tierra del género Stenolophus, tribu Harpalini, subfamilia Harpalinae. Fue descrita científicamente por Péringuey en 1892.
La especie se mantiene activa durante los meses de enero, noviembre y diciembre.

## Distribución
Se distribuye por Namibia, Zimbabue y Botsuana.